# Gegantona Laia
La gegantona Laia és una figura d'imatgeria festiva de propietat municipal de l'Ajuntament de Barcelona. És un gegantó que és el símbol festiu de la celebració de Santa Eulàlia de Barcelona.
La peça, inspirada en el dibuix del cartell de les festes de 1997, obra de la il·lustradora Carme Soler i Vendrell, va ser construïda el 1998 per l'artista imatger Xavier Jansana. La figura de la Laia representa una nena barcelonina del segle IV d'uns tretze anys que porta a les mans els atributs de la santa: la palma, element que simbolitza el martiri, i la creu en aspa, on s'explica que la van condemnar a morir. Al cap, hi té una corona de flors naturals. Simbolitza l'esperit valent i solidari de les dones barcelonines. Des de la seva presentació la figura és portada i ballada pels geganters més joves de l'Associació Coordinadora de Colles de Gegants i Bestiari de Ciutat Vella de Barcelona.
La Gegantona Laia presideix les festes des del vestíbul del Palau de la Virreina, on resta exposada —mentre no participi en cap acte— tots els dies de la celebració. La Laia participa en els actes de col·locació del penó, el pregó, la Processó de les Laies i el Seguici de Santa Eulàlia. En aquest darrer la Gegantona Laia desfila i balla acompanyada per una cobla infantil de flabiols i violins.
La Gegantona Laia té un ball protocol·lari, El ball de la Laia, una composició de Gener Salicrú que balla el diumenge de la festa al final del seguici a la plaça de Sant Jaume, a tres quarts d'una del migdia, interpretat per una cobla infantil de flabiols i violins. Les nenes i els nens i les noies i els nois portadors i balladors de la Gegantona Laia vesteixen especialment per a l'ocasió.